# Дневники зомби 2: Мир мёртвых
«Дневники зомби 2: Мир мёртвых» (англ. World of the Dead: The Zombie Diaries 2) — британский фильм о зомби 2011 года, снятый режиссёрами Майклом Г. Бартлеттом и Кевином Гейтсом. Фильм является продолжением первой части «Дневники зомби». Как и первая часть, фильм снят в ручном документальном формате на DV.

## Сюжет
Прошло несколько месяцев с тех пор, как на Земле наступил апокалипсис, и неизвестный вирус уничтожил 99,9% населения планеты, превратив людей в зомби. На территории Великобритании выжившие солдаты и гражданские укрываются на военной базе, которая подвергается нападению заражённых вирусом. Уцелевшая группа военных покидает базу и борется за своё существование…

## В ролях
- Филип Броди — Мэддокс
- Аликс Уилтон Риган — Линн
- Роб Олдфилд — Ник Джонс (Джонси)
- Вики Араисо — Кейн
- Тоби Боуман — Николсон
- Окори Чукву — Картер
- Джонс Рассел — Гоке
- Хирам Блитман — Мэнни
- Тоби Николас — Билли
- Маршалл Гриффин — лейтенант Эндрюс
- Руфуз Грэхем — доктор Тёрнер
- Джош Майерс — Кёртис
- Эй Джей Уильямс — Снейк
- Мэтт Николас — Уизел
- Энди Джонс — Брендан
- Крейк Стовин — Том
- Крисельда Кабитак — Сандра
- Кейтлин Рамос-Стовин — Кейтлин

## Съёмочная группа
- Режиссёры: Майкл Г. Бартлетт, Кевин Гейтс
- Продюсеры: Джонни Херн, Роб Уэстон, Трэвис Стивенс
- Сценарист: Кевин Гейтс
- Оператор: Джордж Карпентер
- Композитор: Пит Рентон

## Критика
Brian W. Collins написал ревью на картину.